# Liste der Kulturdenkmale in Heldburg
Die Liste der Kulturdenkmale in Heldburg umfasst die als Ensembles, Einzeldenkmale und Bodendenkmale erfassten Kulturdenkmale in der thüringischen Gemeinde Heldburg und ihrer Ortsteile (Stand: 11. Februar 2025).
Die Angaben in der Liste ersetzen nicht die rechtsverbindliche Auskunft der zuständigen Denkmalschutzbehörde.

## Legende
- Bild: zeigt ein Bild des Kulturdenkmals und gegebenenfalls einen Link zu weiteren Fotos des Kulturdenkmals im Medienarchiv Wikimedia Commons
- Bezeichnung: Name, Bezeichnung oder die Art des Kulturdenkmals
- Lage: Wenn vorhanden Straßenname und Hausnummer des Kulturdenkmals; Grundsortierung der Liste erfolgt nach dieser Adresse. Der Link Karte führt zu verschiedenen Kartendarstellungen und nennt die Koordinaten des Kulturdenkmals.
 Kartenansicht, um Koordinaten zu setzen – in dieser Kartenansicht sind Kulturdenkmale ohne Koordinaten mit einem roten bzw. orangen Marker dargestellt und können in der Karte gesetzt werden. Kulturdenkmale ohne Bild sind mit einem blauen bzw. roten Marker gekennzeichnet, Kulturdenkmale mit Bild mit einem grünen bzw. orangen Marker.
- Datierung: gibt das Jahr der Fertigstellung beziehungsweise das Datum der Erstnennung oder den Zeitraum der Errichtung an
- Beschreibung: bauliche und geschichtliche Einzelheiten des Kulturdenkmals, vorzugsweise die Denkmaleigenschaften
- ID: Die ID identifiziert das Kulturdenkmal eindeutig. In Thüringen sind aktuell keine IDs veröffentlicht. In der ID-Spalte kann sich auch folgendes Icon  befinden, dies führt zu Angaben zu diesem Kulturdenkmal bei Wikidata.

## Ensemble

### Albingshausen
| Bild            | Bezeichnung | Lage                | Datierung | Beschreibung | ID |
| --------------- | ----------- | ------------------- | --------- | ------------ | -- |
| Fotos hochladen | Dorfanlage  | Hauptstraße (Karte) |           |              |    |

### Bad Colberg
| Bild                           | Bezeichnung                                | Lage                | Datierung | Beschreibung | ID |
| ------------------------------ | ------------------------------------------ | ------------------- | --------- | ------------ | -- |
| weitere Bilder Fotos hochladen | Klinik mit Grünfläche / Klinik Bad Colberg | Parkallee 1 (Karte) |           |              |    |

### Gellershausen
| Bild            | Bezeichnung | Lage    | Datierung | Beschreibung | ID |
| --------------- | ----------- | ------- | --------- | ------------ | -- |
| Fotos hochladen | Dorfanlage  | (Karte) |           |              |    |

### Heldburg
| Bild            | Bezeichnung          | Lage                                                      | Datierung | Beschreibung | ID |
| --------------- | -------------------- | --------------------------------------------------------- | --------- | ------------ | -- |
| Fotos hochladen | Neuhof               | Hildburghäuser Straße; Burgstraße; Festungsstraße (Karte) |           |              |    |
| Fotos hochladen | Stadtanlage Heldburg | (Karte)                                                   |           |              |    |

### Hellingen
| Bild            | Bezeichnung                                                                   | Lage                | Datierung | Beschreibung | ID |
| --------------- | ----------------------------------------------------------------------------- | ------------------- | --------- | ------------ | -- |
| Fotos hochladen | Kirche mit Kirchhof, Pfarrhaus mit Nebengebäude, Schule und Gefallenendenkmal | Hauptstraße (Karte) |           |              |    |

### Holzhausen
| Bild            | Bezeichnung | Lage    | Datierung | Beschreibung | ID |
| --------------- | ----------- | ------- | --------- | ------------ | -- |
| Fotos hochladen | Ensemble    | (Karte) |           |              |    |

### Käßlitz
| Bild            | Bezeichnung | Lage    | Datierung | Beschreibung | ID |
| --------------- | ----------- | ------- | --------- | ------------ | -- |
| Fotos hochladen | Dorfanlage  | (Karte) |           |              |    |

### Lindenau
| Bild                           | Bezeichnung           | Lage | Datierung | Beschreibung | ID |
| ------------------------------ | --------------------- | --- | --------- | ------------ | -- |
| Fotos hochladen                | Dorfanlage            | Friedrichshaller Straße 1, 2, 2a, 3, 4, 5, 6, 11, 14, 15, 27, 28, 29, 30, 31, 32, 36, 37, 38, 39, 40, 41, 42, 43, 44, 48, 49, 50, 56,57, 58, 59, 60, 71, 77, 78, 95, 100, 104; Angerstraße komplett; Baumschulweg 96, 97; Geiersgasse komplett; Gregergasse komplett; Kirchweg 16–20; Lautengasse komplett; Mühlgasse komplett; Schäfergasse 21, 23–26; Schulgasse komplett; Sommersgasse komplett Flurstück(e) 148/2, 151/3, 153, 154, 156, 159, 161, 163, 390, 155/2, 162/2, 162/4, 164/1, 164/2, 182/3, 389/3, 391/2, 392/2, 393/2, 394/2, 395/2, 469/2, 470/6, 780/2; Flurstück(e) 1/2, 2/1, 2/2, 3/2, 5, 6/1, 6/2, 7, 8, 9/2, 11/1, 11/2, 11/3, 12, 13, 14, 15, 16, 17, 18, 19, 20, 21/1, 21/2, 22, 23, 24/2, 26/2, 28, 29, 30, 31, 33/2, 34, 35, 36/2, 38/2, 39, 41, 42/2, 43/3, 43/4, 44/3, 44/4, 47/1, 47/2, 49/3, 50, 51, 52/1, 52/2, 52/3, 52/4, 52/5, 53, 54/1, 54/2, 55, 56, 57, 58/1, 58/2, 59/2, 59/3, 60, 61, 62, 63, 64, 65, 66, 67, 68, 69, 70, 71, 72, 73, 74, 78, 79/2, 81/2, 82/2, 83/2, 86/2, 88/2, 89, 90, 91, 92, 93, 94/2, 95/3, 100, 101, 102, 104, 105, 106, 107, 108, 109/2, 110, 111/2, 113, 114, 115, 116, 117/2, 117/6, 117/8, 117/9, 119/2, 121, 122/3, 122/4, 123, 124, 125, 126, 127, 128, 130/2, 131, 132, 133/2, 134/2, 137/2, 139, 140, 141/2, 143/2, 144, 145, 146, 147 (Karte) |           |              |    |
| weitere Bilder Fotos hochladen | Saline Friedrichshall | Friedrichshaller Straße 85, 86, 87, 88, 90, 91, 92, 118, 119; Mittelweg 127, 128 Flurstück(e) 686, 687/2, 687/3, 694/6, 694/7, 694/8, 694/9, 694/12, 694/13, 694/15, 694/17, 705/3, 705/5, 705/6, 708/1, 708/2, 710/3, 715/3 (Karte) |           |              |    |

### Rieth
| Bild            | Bezeichnung | Lage    | Datierung | Beschreibung | ID |
| --------------- | ----------- | ------- | --------- | ------------ | -- |
| Fotos hochladen | Dorfanlage  | (Karte) |           |              |    |

## Einzeldenkmale

### Albingshausen
| Bild            | Bezeichnung | Lage                                                 | Datierung | Beschreibung | ID |
| --------------- | ----------- | ---------------------------------------------------- | --------- | ------------ | -- |
| Fotos hochladen | Brauhaus    | Albingshäuser Dorfstraße 32 Flurstück(e) 4/2 (Karte) |           |              |    |

### GemarkungBillmuthhauseninBad Colberg
| Bild                           | Bezeichnung               | Lage    | Datierung | Beschreibung | ID |
| ------------------------------ | ------------------------- | ------- | --------- | ------------ | -- |
| weitere Bilder Fotos hochladen | Grenzturm und Kolonnenweg | (Karte) |           |              |    |

### Bad Colberg
| Bild                           | Bezeichnung                                                  | Lage                                                                   | Datierung | Beschreibung | ID |
| ------------------------------ | ------------------------------------------------------------ | ---------------------------------------------------------------------- | --------- | ------------ | -- |
| weitere Bilder Fotos hochladen | Gehöft / Klosterhof                                          | Hauptstraße 35 (Karte)                                                 |           |              |    |
| weitere Bilder Fotos hochladen | ehemalige Schule mit Nebengebäude                            | Hauptstraße 52 (Karte)                                                 |           |              |    |
| weitere Bilder Fotos hochladen | Brauhaus                                                     | Hauptstraße 56a (Karte)                                                |           |              |    |
| weitere Bilder Fotos hochladen | Kirche mit Ausstattung / Ev. Kirche Zu unserer lieben Frauen | Kirchplatz 175 Flurstück(e) 472 (Karte)                                |           |              |    |
| weitere Bilder Fotos hochladen | Wohnhaus                                                     | Reussengasse 20 (Karte)                                                |           |              |    |
| weitere Bilder Fotos hochladen | Wohnhaus mit Nebengebäude                                    | Sackgasse 20 (Karte)                                                   |           |              |    |
| weitere Bilder Fotos hochladen | Jagdhütte / Grünes Haus                                      | östlich der Zufahrt nach Billmuthhausen aus Richtung Heldburg (Karte)  |           |              |    |
| weitere Bilder Fotos hochladen | Brunnen / Fürstenbrunnen                                     | nördlich der Zufahrt nach Billmuthhausen aus Richtung Heldburg (Karte) |           |              |    |

### Gellershausen
| Bild                                    | Bezeichnung                                                   | Lage                                                                                                   | Datierung | Beschreibung | ID |
| --------------------------------------- | ------------------------------------------------------------- | --- | --------- | ------------ | -- |
| Direkt Bild zu diesem Denkmal hochladen | Brunnen                                                       | Gellershäuser Dorfstraße o. Nr. östlich von Wohnhaus Gellershäuser Dorfstraße 28                       |           |              |    |
| Fotos hochladen                         | Gehöft                                                        | Gellershäuser Dorfstraße 100 Flurstück(e) 1205/5 (Karte)                                               |           |              |    |
| Fotos hochladen                         | Schule / Alte Schule                                          | Gellershäuser Dorfstraße 103 Flurstück(e) 102/6, 107/3, 109/1 (Karte)                                  |           |              |    |
| Fotos hochladen                         | Pfarramt mit Nebengebäude und Grundstück                      | Gellershäuser Dorfstraße 19 Flurstück(e) 157/1 (Karte)                                                 |           |              |    |
| Fotos hochladen                         | Gehöft                                                        | Gellershäuser Dorfstraße 2a, 2b Flurstück(e) 3, 9/1 (Karte)                                            |           |              |    |
| Fotos hochladen                         | Wohnhaus mit Nebengebäude                                     | Gellershäuser Dorfstraße 28 Flurstück(e) 181 (Karte)                                                   |           |              |    |
| Fotos hochladen                         | Feuerwehrhaus                                                 | Gellershäuser Dorfstraße 5 Flurstück(e) 116 (Karte)                                                    |           |              |    |
| Fotos hochladen                         | Gehöft                                                        | Gellershäuser Dorfstraße 62 Flurstück(e) 294, 295 / 1, 295 / 2, 295 / 3, 296, 297 / 2, 297 / 3 (Karte) |           |              |    |
| Fotos hochladen                         | Backhaus                                                      | Gellershäuser Dorfstraße 7 (Karte)                                                                     |           |              |    |
| Fotos hochladen                         | Wohnhaus                                                      | Gellershäuser Dorfstraße 77 Flurstück(e) 62/2 (Karte)                                                  |           |              |    |
| Fotos hochladen                         | Wohnhaus                                                      | Gellershäuser Dorfstraße 78 Flurstück(e) 59 (Karte)                                                    |           |              |    |
| weitere Bilder Fotos hochladen          | Kirche mit Ausstattung, Wehrmauer und Kirchhof / St. Cyriakus | Gellershäuser Dorfstraße 93 Flurstück(e) 112/3 (Karte)                                                 |           |              |    |
| Fotos hochladen                         | Mühle / Ehem. Kreuzmühle                                      | Kreuzmühle 48 Flurstück(e) 891/2 (Karte)                                                               |           |              |    |

### Gompertshausen
| Bild                           | Bezeichnung                                                                                  | Lage                                                                                 | Datierung | Beschreibung | ID |
| ------------------------------ | -------------------------------------------------------------------------------------------- | ------------------------------------------------------------------------------------ | --------- | ------------ | -- |
| weitere Bilder Fotos hochladen | Grenzturm                                                                                    | Gompertshäuser Dorfstraße o. Nr. Flurstück(e) 1160/2, 1161/2, 1163/2 (Karte)         |           |              |    |
| weitere Bilder Fotos hochladen | Backhaus                                                                                     | Gompertshäuser Dorfstraße o. Nr. (Karte)                                             |           |              |    |
| weitere Bilder Fotos hochladen | Gefallenendenkmal                                                                            | Gompertshäuser Dorfstraße o. Nr. (Karte)                                             |           |              |    |
| Fotos hochladen                | Wohnhaus mit Nebengebäude                                                                    | Gompertshäuser Dorfstraße 66 Flurstück(e) 201/2 (Karte)                              |           |              |    |
| Fotos hochladen                | Gehöft                                                                                       | Gompertshäuser Kirchgasse 24 (Karte)                                                 |           |              |    |
| weitere Bilder Fotos hochladen | Kirche mit Ausstattung, Rest der Umwehrung und Kirchhof / Evangelisch-lutherische St. Marien | Kaulberg o. Nr. Flurstück(e) 1/2 (Karte)                                             |           |              |    |
| Fotos hochladen                | Brunnenhaus                                                                                  | nordöstlicher Dorfrand (südwestlich der Weggabelung Leitenhausen/Westhausen) (Karte) |           |              |    |
| Fotos hochladen                | Brauhaus                                                                                     | nördlicher Dorfrand (an der Straße Rieth-Westhausen, östliche Straßenseite) (Karte)  |           |              |    |

### Heldburg
| Bild                                    | Bezeichnung                                                               | Lage                                                                  | Datierung | Beschreibung | ID |
| --------------------------------------- | ------------------------------------------------------------------------- | --------------------------------------------------------------------- | --------- | ------------ | -- |
| weitere Bilder Fotos hochladen          | Schule                                                                    | Am Fleck 139 (Karte)                                                  |           |              |    |
| weitere Bilder Fotos hochladen          | Brauhaus                                                                  | Badergasse (Karte)                                                    |           |              |    |
| weitere Bilder Fotos hochladen          | Mühle mit Nebengebäude / ehem Stadtmühle                                  | Badergasse 57 (Karte)                                                 |           |              |    |
| weitere Bilder Fotos hochladen          | Wohnhaus mit Nebengebäude / Herrenhof                                     | Badergasse 64 (Karte)                                                 |           |              |    |
| weitere Bilder Fotos hochladen          | Wohnhaus                                                                  | Badergasse 66 Flurstück(e) 186 (Karte)                                |           |              |    |
| weitere Bilder Fotos hochladen          | Bahnhof                                                                   | Bahnhofstraße 182 (Karte)                                             |           |              |    |
| weitere Bilder Fotos hochladen          | Postamt mit Nebengebäude                                                  | Bahnhofstraße 191 (Karte)                                             |           |              |    |
| Fotos hochladen                         | Wohnhaus                                                                  | Bahnhofstraße 24 (Karte)                                              |           |              |    |
| weitere Bilder Fotos hochladen          | Gefallenendenkmal                                                         | Burgstraße o. Nr. (Karte)                                             |           |              |    |
| weitere Bilder Fotos hochladen          | Forsthaus mit Nebengebäude                                                | Burgstraße 212 (Karte)                                                |           |              |    |
| weitere Bilder Fotos hochladen          | Wohnhaus, Grundstück, Einfriedung                                         | Einöd 231 Flurstück(e) 4671 (Karte)                                   |           |              |    |
| weitere Bilder Fotos hochladen          | Kirche mit Ausstattung / Gottesackerkirche St. Leonhard                   | Friedhofstraße o. Nr. Flurstück(e) 48, 50 (Karte)                     |           |              |    |
| weitere Bilder Fotos hochladen          | Wohnhaus mit Nebengebäude                                                 | Friedhofstraße 9 (Karte)                                              |           |              |    |
| Fotos hochladen                         | Wohnhaus                                                                  | Goethestraße 223 (Karte)                                              |           |              |    |
| weitere Bilder Fotos hochladen          | Wohn- und Geschäftshaus mit Hofbebauung und Grundstück, Happachsches Haus | Häfenmarkt 1 Flurstück(e) 1 (Karte)                                   |           |              |    |
| weitere Bilder Fotos hochladen          | Rathaus                                                                   | Häfenmarkt 164 (Karte)                                                |           |              |    |
| BW                                      | Putz                                                                      | Häfenmarkt 170 (Karte)                                                |           |              |    |
| weitere Bilder Fotos hochladen          | Wohnhaus                                                                  | Häfenmarkt 44 Flurstück(e) 138 (Karte)                                |           |              |    |
| weitere Bilder Fotos hochladen          | Wohnhaus mit Nebengebäude                                                 | Häfenmarkt 45 (Karte)                                                 |           |              |    |
| Fotos hochladen                         | Wappenstein                                                               | Häfenmarkt 46 Flurstück(e) 144 (Karte)                                |           |              |    |
| weitere Bilder Fotos hochladen          | Wohnhaus                                                                  | Häfenmarkt 68 Flurstück(e) 187 (Karte)                                |           |              |    |
| weitere Bilder Fotos hochladen          | Käserei                                                                   | Hellinger Straße 202 (Karte)                                          |           |              |    |
| weitere Bilder Fotos hochladen          | Gehöft                                                                    | Ledergasse 133 Flurstück(e) 414/2 (Karte)                             |           |              |    |
| Direkt Bild zu diesem Denkmal hochladen | Wohnhaus                                                                  | Ledergasse 68                                                         |           |              |    |
| weitere Bilder Fotos hochladen          | Wappenstein                                                               | Markt 156 Flurstück(e) 455 (Karte)                                    |           |              |    |
| weitere Bilder Fotos hochladen          | Kirche mit Ausstattung / Evangelische Kirche Zu Unserer Lieben Frauen     | Markt 175 Flurstück(e) 472 (Karte)                                    |           |              |    |
| weitere Bilder Fotos hochladen          | Brunnen / Marktbrunnen                                                    | Marktplatz o. Nr. (Karte)                                             |           |              |    |
| weitere Bilder Fotos hochladen          | Kloster                                                                   | Reitbahn 115 (Karte)                                                  |           |              |    |
| Fotos hochladen                         | Wohnhaus                                                                  | Salzmarkt 81 (Karte)                                                  |           |              |    |
| weitere Bilder Fotos hochladen          | Brunnen                                                                   | Schuhmarkt o. Nr. östlich vor Haus Nr. 134 Flurstück(e) 453/2 (Karte) |           |              |    |
| weitere Bilder Fotos hochladen          | Gasthaus / Gasthaus zum Adler                                             | Schuhmarkt 127 (Karte)                                                |           |              |    |
| weitere Bilder Fotos hochladen          | Ehem. Fleischerei und Gasthaus, Nebengebäude etc.                         | Schuhmarkt 135 Flurstück(e) 420 (Karte)                               |           |              |    |
| weitere Bilder Fotos hochladen          | Wohnhaus mit Nebengebäude                                                 | Schuhmarkt 91 (Karte)                                                 |           |              |    |
| weitere Bilder Fotos hochladen          | Brunnen                                                                   | Seilersgasse*Seilermarkt (Karte)                                      |           |              |    |
| weitere Bilder Fotos hochladen          | Gericht / ehem. Amtsgericht                                               | Untere Burgbergstraße 208 Flurstück(e) 2717/1 (Karte)                 |           |              |    |
| weitere Bilder Fotos hochladen          | Wohnhaus                                                                  | Untere Burgbergstraße 210 (Karte)                                     |           |              |    |
| weitere Bilder Fotos hochladen          | Schmiede                                                                  | Untere Vorstadt 100 Auch im ENS Stadtanlage (Karte)                   |           |              |    |
| weitere Bilder Fotos hochladen          | Wohnhaus                                                                  | Untere Vorstadt 94 Auch im ENS Stadtanlage Flurstück(e) 291/4 (Karte) |           |              |    |
| weitere Bilder Fotos hochladen          | Pfarrhaus mit Nebengebäude, Grundstück und Einfriedung                    | Zur Kirche 161 Flurstück(e) 487/4 (Karte)                             |           |              |    |
| Fotos hochladen                         | Wohnhaus                                                                  | Zur Kirche 170 (Karte)                                                |           |              |    |
| weitere Bilder Fotos hochladen          | Kirchgaden                                                                | nördlich der Stadtkirche (Karte)                                      |           |              |    |
| weitere Bilder Fotos hochladen          | Brücke / Kreckbrücke                                                      | am südöstlichen Stadtrand, LIO 135 bei km 5,767 (Karte)               |           |              |    |
| weitere Bilder Fotos hochladen          | Burg / Veste                                                              | (Karte)                                                               |           |              |    |
| Fotos hochladen                         | Relief und Leuchter                                                       | Stadtkirche                                                           |           |              |    |
| Fotos hochladen                         | Tisch                                                                     | östlich der Stadt auf dem Gerichtsberg (Karte)                        |           |              |    |
| weitere Bilder Fotos hochladen          | Stadtbefestigung                                                          | (Karte)                                                               |           |              |    |

* Eine Seilersgasse gibt es nicht in Heldburg, wohl Seilermarkt gemeint.

### Hellingen
| Bild                                    | Bezeichnung                                      | Lage                                                                                            | Datierung | Beschreibung | ID |
| --------------------------------------- | ------------------------------------------------ | ----------------------------------------------------------------------------------------------- | --------- | ------------ | -- |
| Fotos hochladen                         | Gehöft                                           | Hauptstraße Straße der Einheit 12 (Karte)                                                       |           |              |    |
| Fotos hochladen                         | Villa                                            | Hauptstraße Straße der Einheit 28 (Karte)                                                       |           |              |    |
| Fotos hochladen                         | Wohnhaus                                         | Hauptstraße Straße der Einheit 36 (Karte)                                                       |           |              |    |
| Fotos hochladen                         | ehem. Gemeindehaus und Backhaus                  | HauptstraßeStraße der Einheit 8 (Karte)                                                         |           |              |    |
| Direkt Bild zu diesem Denkmal hochladen | Scheune / Zehntscheune (Zehntstadel)             | Hummel Zehntstraße 7a                                                                           |           |              |    |
| Fotos hochladen                         | Gehöft und Schmiede                              | Lindenauer Straße 11 (Karte)                                                                    |           |              |    |
| Fotos hochladen                         | Wohnstallhaus mit Nebengebäude                   | Lindenauer Straße 23 (Karte)                                                                    |           |              |    |
| BW                                      | Mühle / Putzenmühle                              | Riether Straße 23 (Karte)                                                                       |           |              |    |
| Fotos hochladen                         | Wohnhaus                                         | Schillerstraße 2 (Karte)                                                                        |           |              |    |
| Fotos hochladen                         | Wohnhaus mit Wappenstein / Kleines Schloß        | Schloßstraße 3 (Karte)                                                                          |           |              |    |
| weitere Bilder Fotos hochladen          | Schloss                                          | Schloßstraße 5 Flurstück(e) 305 (Karte)                                                         |           |              |    |
| Fotos hochladen                         | Brauhaus                                         | Straße der Einheit 14 (Karte)                                                                   |           |              |    |
| weitere Bilder Fotos hochladen          | St. Michael, Kirche mit Ausstattung und Kirchhof | Straße der Einheit 44 auch im ENS Kirche, Pfarrhaus, Schule, Denkmal Flurstück(e) 221/2 (Karte) |           |              |    |

### Holzhausen
| Bild                           | Bezeichnung                                                        | Lage                                                                  | Datierung | Beschreibung | ID |
| ------------------------------ | ------------------------------------------------------------------ | --------------------------------------------------------------------- | --------- | ------------ | -- |
| Fotos hochladen                | Wohnhaus                                                           | Rodacher Straße 23 auch im ENS Dorfanlage Flurstück(e) 65 (Karte)     |           |              |    |
| Fotos hochladen                | Schafhaus u. Scheune / Huthaus                                     | Rodacher Straße 3 auch im ENS Dorfanlage Flurstück(e) 3, 4, 5 (Karte) |           |              |    |
| Fotos hochladen                | Brauhaus und Backhaus                                              | Schulstraße o. Nr. auch im ENS Dorfanlage Flurstück(e) 43, 44 (Karte) |           |              |    |
| weitere Bilder Fotos hochladen | St. Wolfgang und St. Jakobus, Kirche mit Ausstattung, Grabstein(e) | Schulstraße 16 auch im ENS Dorfanlage Flurstück(e) 15/4 (Karte)       |           |              |    |

### Käßlitz
| Bild                           | Bezeichnung                             | Lage                                               | Datierung | Beschreibung | ID |
| ------------------------------ | --------------------------------------- | -------------------------------------------------- | --------- | ------------ | -- |
| Fotos hochladen                | Brauhaus                                | Käßlitzer Hauptstraße Dorfstraße o. Nr. (Karte)    |           |              |    |
| weitere Bilder Fotos hochladen | Zur Ruhe Gottes, Kirche mit Ausstattung | Käßlitzer Dorfstraße o. Nr. Flurstück(e) 1 (Karte) |           |              |    |

### Lindenau
| Bild                                    | Bezeichnung                             | Lage                                                | Datierung | Beschreibung | ID |
| --------------------------------------- | --------------------------------------- | --------------------------------------------------- | --------- | ------------ | -- |
| weitere Bilder Fotos hochladen          | Gehöft                                  | Friedrichshaller Straße 42 (Karte)                  |           |              |    |
| Fotos hochladen                         | Wohnhaus                                | Friedrichshaller Straße 44 (Karte)                  |           |              |    |
| weitere Bilder Fotos hochladen          | Brauhaus                                | Friedrichshaller Straße 79 (Karte)                  |           |              |    |
| weitere Bilder Fotos hochladen          | Kirche mit Ausstattung und Grabstein(e) | Kirchweg 18 Flurstück(e) 33/2 (Karte)               |           |              |    |
| Fotos hochladen                         | Brunnen                                 | vor Hauptstraße* Friedrichshaller Straße 69 (Karte) |           |              |    |
| Fotos hochladen                         | Brunnen                                 | Ecke Kirchgasse/Schäfersgasse (Karte)               |           |              |    |
| Direkt Bild zu diesem Denkmal hochladen | Grenzstein                              | Koordinaten fehlen! Hilf mit.                       |           |              |    |

* Eine Hauptstraße gibt es nicht in Lindenau, wohl Friedrichshaller Straße gemeint.

### Poppenhausen
| Bild                           | Bezeichnung                                            | Lage                               | Datierung | Beschreibung | ID |
| ------------------------------ | ------------------------------------------------------ | ---------------------------------- | --------- | ------------ | -- |
| Fotos hochladen                | Brauhaus                                               | Poppenhäuser Dorfstraße 4 (Karte)  |           |              |    |
| weitere Bilder Fotos hochladen | St. Marien, Kirche mit Ausstattung,                    | Poppenhäuser Dorfstraße 1 (Karte)  |           |              |    |
| Fotos hochladen                | Gehöft                                                 | Poppenhäuser Dorfstraße 13 (Karte) |           |              |    |
| Fotos hochladen                | Pfarrhaus mit Nebengebäude                             | Poppenhäuser Dorfstraße 7 (Karte)  |           |              |    |
| weitere Bilder Fotos hochladen | Gedenkstätte / Gedenkstätte für polnische KZ-Häftlinge | Am Käßlitzer Berg (Karte)          |           |              |    |

### Rieth
| Bild                                    | Bezeichnung                                                                                            | Lage                                                                                 | Datierung | Beschreibung         | ID |
| --------------------------------------- | --- | ------------------------------------------------------------------------------------ | --------- | -------------------- | -- |
| Fotos hochladen                         | Brunnenhaus                                                                                            | Berg o. Nr. Flurstück(e) 181 (Karte)                                                 |           |                      |    |
| Fotos hochladen                         | Grabmal                                                                                                | Berg 90 Friedhof Flurstück(e) 175/2 (Karte)                                          |           |                      |    |
| weitere Bilder Fotos hochladen          | Kirche mit Ausstattung, Schule, Friedhof und Einfriedung / Evangelisch-lutherische Allerheiligenkirche | Berg 90, 93 Flurstück(e) 174/2, 175/2, 176/5 (Karte)                                 |           |                      |    |
| weitere Bilder Fotos hochladen          | Gefallenendenkmal                                                                                      | Bergstraße o. Nr. Flurstück(e) 166 (Karte)                                           |           |                      |    |
| Fotos hochladen                         | Wohnhaus mit Nebengebäude                                                                              | Bergstraße 49, 50 Flurstück(e) 155, 156 (Karte)                                      |           |                      |    |
| Direkt Bild zu diesem Denkmal hochladen | Gehöft                                                                                                 | Eckengasse 18                                                                        |           | nicht mehr vorhanden |    |
| Fotos hochladen                         | Gehöft                                                                                                 | Pfarrgasse 61 Flurstück(e) 203/7 (Karte)                                             |           |                      |    |
| Fotos hochladen                         | Brunnen                                                                                                | Pfarrgasse 61 südwestlich vor dem Wohnhauseingang stehend Flurstück(e) 203/7 (Karte) |           |                      |    |
| Fotos hochladen                         | Wohnhaus                                                                                               | Pfarrgasse 63 (Karte)                                                                |           |                      |    |
| Fotos hochladen                         | Scheune / Zehntstadel                                                                                  | Riether Hauptstraße o. Nr. Flurstück(e) 203/11 (Karte)                               |           |                      |    |
| Fotos hochladen                         | Wohnhaus                                                                                               | Riether Hauptstraße 35 Flurstück(e) 117/1 (Karte)                                    |           |                      |    |
| Fotos hochladen                         | Wohnhaus                                                                                               | Riether Hauptstraße 55 Flurstück(e) 282 (Karte)                                      |           |                      |    |

### Völkershausen
| Bild            | Bezeichnung    | Lage                                       | Datierung | Beschreibung | ID |
| --------------- | -------------- | ------------------------------------------ | --------- | ------------ | -- |
| Fotos hochladen | Ehem. Gasthaus | Bendheim 27 Flurstück(e) 114/4 (Karte)     |           |              |    |
| Fotos hochladen | Backhaus       | Dorfstraße Brückenstraße o. Nr. (Karte)    |           |              |    |
| Fotos hochladen | Forsthaus      | Dorfstraße Brückenstraße 22 (Karte)        |           |              |    |
| Fotos hochladen | Schule         | Dorfstraße Alter Stein 5 (Karte)           |           |              |    |
| Fotos hochladen | Mühle          | Zur Sandgrube 21 Flurstück(e) 67/4 (Karte) |           |              |    |

## Bodendenkmale

### Albingshausen
| Bild                                    | Bezeichnung                        | Lage | Datierung | Beschreibung | ID |
| --------------------------------------- | ---------------------------------- | --- | --------- | ------------ | -- |
| Direkt Bild zu diesem Denkmal hochladen | Hügelgrab                          | auf dem Eichel-Berg Gemarkung Albingshausen / Flurstück(e) 407/11                                                                                           |           |              |    |
| Direkt Bild zu diesem Denkmal hochladen | Sächsische Landwehr, Teilabschnitt | westlich vom Ort Gemarkung Albingshausen / Flurstück(e) 325, 342/2, 362, 369, 370/2, 371/2, 371/3, 373, 407/10, 429/2, 453/2, 453/4, 453/5, 461, 462, 463/1 |           |              |    |

### Bad Colberg
| Bild            | Bezeichnung                 | Lage                                                       | Datierung | Beschreibung | ID |
| --------------- | --------------------------- | ---------------------------------------------------------- | --------- | ------------ | -- |
| Fotos hochladen | Kreuzstein ‚Fuhrmannskreuz‘ | Am Ortsausgang nach Ummerstadt Flurstück(e) 1307/5 (Karte) |           |              |    |

### Gellershausen
| Bild                                    | Bezeichnung                | Lage | Datierung | Beschreibung | ID |
| --------------------------------------- | -------------------------- | --- | --------- | ------------ | -- |
| Direkt Bild zu diesem Denkmal hochladen | Hügelgräber                | ca. 1 km nnw der Kirche, Terrasse der ‚Harth‘, oberhalb Steilhang zur Flur ‚Am Vogelsberg‘ Flurstück(e) 607/6                                   |           |              |    |
| Direkt Bild zu diesem Denkmal hochladen | Hügelgräberfeld (15 Hügel) | östlich der Flurgrenze nach Rieth Flurstück(e) 1377/5; Gemarkung Hellingen / Flurstück(e) 2255/5, 2256/4; Gemarkung Rieth / Flurstück(e) 835/11 |           |              |    |

### Gompertshausen
| Bild                                    | Bezeichnung                                  | Lage | Datierung | Beschreibung | ID |
| --------------------------------------- | -------------------------------------------- | --- | --------- | ------------ | -- |
| Direkt Bild zu diesem Denkmal hochladen | Sächsische Landwehr                          | Gemarkung Gompertshausen / Flurstück(e) 1243/1, 6937/1, 6937/5, 6938, 6939, 6944, 6946/1, 6946/2, 6948/1, 6948/2, 6954/3, 6955/3, 6955/5, 6956/2, 6957/5, 6961/3, 6961/4, 7062/2, 7062/3, 7063; Gemarkung Schlechtsart / Flurstück(e) 794 |           |              |    |
| Direkt Bild zu diesem Denkmal hochladen | Hügelgrab im Hain                            | Flurstück(e) 6957/7 |           |              |    |
| Direkt Bild zu diesem Denkmal hochladen | DDR-Grenzsicherungsanlage mit Führungsbunker | östlich des Ortes, ‚Im Röthenhügel‘, nö der Straße Flurstück(e) 1160/2, 1161/2, 1162/2, 1163/2, 1164/2, 1241/3 |           |              |    |

### Heldburg
| Bild                                    | Bezeichnung                        | Lage | Datierung | Beschreibung | ID |
| --------------------------------------- | ---------------------------------- | --- | --------- | ------------ | -- |
| Direkt Bild zu diesem Denkmal hochladen | Hügelgräber                        | NO-Terrasse des Gerichtsberges Flurstück(e) 806/2 |           |              |    |
| Direkt Bild zu diesem Denkmal hochladen | Hügelgräberfeld                    | nördlich des Burgberges der Heldburg Flurstück(e) 3008 |           |              |    |
| Direkt Bild zu diesem Denkmal hochladen | Hügelgräberfeld auf dem Geißrangen | südlich der Straße Heldburg-Hellingen, unmittelbar nördlich der Gemarkungsgrenze von beiden, in Flur Geißrangen Flurstück(e) 1679/8                                                                                                  |           |              |    |
| weitere Bilder Fotos hochladen          | Burganlage ‚Veste Heldburg‘        | Bergkegel als Ausläufer der Heldburger Gangschar, unmittelbar östlich des Krecktales, ca. 1 km nnö der Kirche von Heldburg Flurstück(e) 2931, 2931/2, 2932, 2933, 2934/1, 2934/2, 2936/1, 2936/2, 2937/3, 2937/4, 3005, 3010 (Karte) |           |              |    |

### Hellingen
| Bild                                    | Bezeichnung                                                                   | Lage | Datierung | Beschreibung | ID |
| --------------------------------------- | ----------------------------------------------------------------------------- | --- | --------- | ------------ | -- |
| Direkt Bild zu diesem Denkmal hochladen | ‚Sächsische Landwehr‘, Teilabschnitt                                          | ca. 2,5 km sw von Hellingen, SO-Hang des Milzberges, entlang der Gemarkungsgrenze Hellingen-Schweickershausen Flurstück(e) 1661, 1662 |           |              |    |
| Direkt Bild zu diesem Denkmal hochladen | Hügelgräberfeld                                                               | Hochfläche des westlichen Ausläufers des Mühlberges, ca. 1 km ö der Kirche von Hellingen Flurstück(e) 2300/11, 2300/14, 2301/3 |           |              |    |
| weitere Bilder Fotos hochladen          | Wasserburg/ -schloß                                                           | unmittelbar südwestlich vom Ort Flurstück(e) 1794, 304, 305 (Karte) |           |              |    |
| Direkt Bild zu diesem Denkmal hochladen | Hügelgrab                                                                     | Flur ‚Heugraben‘ auf Rücken des Mühlberges, ca. 1,7 km östlich der Kirche von Hellingen Flurstück(e) 2292/12 |           |              |    |
| Direkt Bild zu diesem Denkmal hochladen | Hügelgräberfeld (15 Hügel)                                                    | östlich der Flurgrenze nach Rieth Gemarkung Gellershausen / Flurstück(e) 1377/5; Flurstück(e) 2255/5, 2256/4; Gemarkung Rieth / Flurstück(e) 835/11                                                                                         |           |              |    |
| Direkt Bild zu diesem Denkmal hochladen | Hügelgrab                                                                     | Terrasse am oberen südlichen Rand des Mühlberges, ca. 1,7 km osö der Kirche von Hellingen Flurstück(e) 2300/14 |           |              |    |
| Direkt Bild zu diesem Denkmal hochladen | Hügelgrab                                                                     | Terrasse am oberen südlichen Rand des Mühlberges, ca. 1,5 km osö der Kirche von Hellingen Flurstück(e) 2300/14 |           |              |    |
| Direkt Bild zu diesem Denkmal hochladen | Steinkreuz                                                                    | sw Ortsrand, ca. 60 m sö des Schlosses, am Ortsaugang nach Schweickershausen in einem Garten Flurstück(e) 297/4 |           |              |    |
| Direkt Bild zu diesem Denkmal hochladen | Sächsische Landwehr, Teilabschnitte der ehemals weitläufigen Grenzbefestigung | Mittelwert nw Landwehrabschnitt (Mittelberg): 617600, 5567150; Mittelwert sö Landwehrabschnitt (Flur Lichte Eiche) 618060, 5566675 Flurstück(e) 2369/13, 2369/14, 2370; Gemarkung Schweickershausen / Flurstück(e) 785/3, 785/6, 787, 792/3 |           |              |    |

### Holzhausen
| Bild                                    | Bezeichnung           | Lage                                    | Datierung | Beschreibung | ID |
| --------------------------------------- | --------------------- | --------------------------------------- | --------- | ------------ | -- |
| Direkt Bild zu diesem Denkmal hochladen | Burg-/ Turmhügelareal | südwestlicher Ortsrand Flurstück(e) 102 |           |              |    |

### Käßlitz
| Bild                                    | Bezeichnung | Lage                                                                            | Datierung | Beschreibung | ID |
| --------------------------------------- | ----------- | ------------------------------------------------------------------------------- | --------- | ------------ | -- |
| Direkt Bild zu diesem Denkmal hochladen | Turmhügel   | Ringwall südlich vom Ort, mit versumpftem Wassergraben Flurstück(e) 1380/2      |           |              |    |
| Direkt Bild zu diesem Denkmal hochladen | Kreuzstein  | an der Westseite der Kirchhofmauer Flurstück(e) 123/1, 125/16                   |           |              |    |
| Direkt Bild zu diesem Denkmal hochladen | Kreuzstein  | im Flurteil ‚Steinernes Kreuz‘, an einem ehemaligen Weg Flurstück(e) 1341, 1342 |           |              |    |

### Lindenau
| Bild            | Bezeichnung                 | Lage | Datierung | Beschreibung | ID |
| --------------- | --------------------------- | --- | --------- | ------------ | -- |
| Fotos hochladen | Steinkreuz                  | ca. 800 m außerhalb von Lindenau, unmittelbar Nördlich der Straße Lindenau-Einöd Flurstück(e) 1115 (Karte) |           |              |    |
| Fotos hochladen | Steinkreuz ‚Fuhrmannskreuz‘ | im Fuhrmannsgrund, südwestlich vom Kuhberg Flurstück(e) 1009/4 (Karte)                                     |           |              |    |

### Poppenhausen
| Bild                                    | Bezeichnung              | Lage | Datierung | Beschreibung | ID |
| --------------------------------------- | ------------------------ | --- | --------- | ------------ | -- |
| Direkt Bild zu diesem Denkmal hochladen | Steinkreuz ‚Taubenstein‘ | 20 m w der NW-Ecke des Kuhteiches, ca. 830 m sw der Kirche; bis 1982 Standort an Kreuzung Weg Poppenhausen-Käßlitz und Landwehr (lt. F. Störzner 5566780, 4408480). Flurstück(e) 872/9  |           |              |    |
| Direkt Bild zu diesem Denkmal hochladen | Landwehrabschnitt        | südlich und östlich Poppenhausen, entlang der Gemarkungsgrenze zu Käßlitz und zu Dürrenried (Bayern), Flurstück(e) 863/12, 863/8, 867/10, 867/11, 867/12, 867/13, 867/14, 867/15, 868/2 |           |              |    |

### Rieth
| Bild                                    | Bezeichnung                          | Lage | Datierung | Beschreibung | ID |
| --------------------------------------- | ------------------------------------ | --- | --------- | ------------ | -- |
| Direkt Bild zu diesem Denkmal hochladen | Ringwallanlage                       | unmittelbar nw des Ortes, ca. 30 m erhöht Flurstück(e) 174/2, 175/2, 176/5                                                                                |           |              |    |
| Direkt Bild zu diesem Denkmal hochladen | Hügelgräberfeld (15 Hügel)           | östlich der Flurgrenze nach Rieth Gemarkung Gellershausen / Flurstück(e) 1377/5; Gemarkung Hellingen / Flurstück(e) 2255/5, 2256/4; Flurstück(e) 835/11   |           |              |    |
| Direkt Bild zu diesem Denkmal hochladen | Hügelgräber                          | im Haag südlich der Schwanhäuser Leite und nördlich des Kalten Brunngrundes Flurstück(e) 1575/2, 1576/5; Gemarkung Schweickershausen / Flurstück(e) 522/2 |           |              |    |
| Direkt Bild zu diesem Denkmal hochladen | ‚Sächsische Landwehr‘, Teilabschnitt | im Riether Hag, w Straße Rieth-Schweickershausen Flurstück(e) 1571, 1573, 1575/2, 1614/1                                                                  |           |              |    |
| Fotos hochladen                         | Kreuzstein ‚Nonnenstein‘             | Flurstück(e) 1638/2 (Karte) |           |              |    |